# Elisa Tovati
Elisa Tovati (Parijs, 23 maart 1976) is een Franse televisie- en filmactrice, componiste en zangeres. Haar echte naam is Elisa Touati.

## Biografie
Tovati wordt geboren als dochter van een Marokkaanse vader en een Russische moeder. Op haar vierde droomt ze reeds al van het worden van filmactrice en zangeres.
Van 1991 tot 1993 volgt ze dramacursussen op de Cours Florent te Parijs
Ze begint met presenteren op televisie in 1993 met het programma Y'a pas d'lézard. In ditzelfde jaar speelt ze in verschillende televisiefilms en -series zoals Navarro, Nestor Burma, Highlander en Au cœur de la loi. Haar debuut op het witte doek is in 1994 in de film Macho van de Spaanse regisseur Juan José Bigas Luna.
In 2002 brengt ze haar eerste cd Ange Etrange ("Vreemde engel") uit waarbij ze wordt geholpen door diverse bekende Franse artiesten als Patrick Bruel en Roch Voisine. Haar tweede cd was Je ne mâche pas mes mots ("Ik wind er geen doekjes om").

## Filmografie
- 1994: Macho van Juan José Bigas Luna
- 1996: Soleil van Roger Hanin
- 2001: La vérité si je mens ! 2 van Thomas Gilou
- 2002: Sexes très opposés van Eric Assous
- 2007: 99 francs van Jan Kounen naar het boek 99 francs van Frédéric Beigbeder

## Televisiefilms, televisieseries en korte films
- 1993: Extrême limite
- 1994: Affreux, bêtes et très méchants van Jacky Cukier
- 1995: Les derniers mots van Yannick Saillet (korte film)
- 1998: Au cœur de la loi van Denis Malleval - Fin de peine (televisie)
- 1998: Les voleuses van Denis Malleval (televisie, Au cœur de la loi nº2)
- 1998: Echange de bons procédés van Denis Malleval (televisie, Au cœur de la loi nº3)
- 1998: Les nettoyeurs van Denis Malleval (televisie, Au cœur de la loi nº4)
- 2002: Merci mademoiselle van Laurent Gérard (Court métrage)
- 2003: Paul Sauvage Frédéric Tellier (televisie)
- 2004: Génération start-up van Arnaud Sélignac (televisie)
- 2005: Zone libre van Christophe Malavoy
- 2005: Fabien Cosma (televisieserie)

## Discografie

### Albums
| Album met hitnotering(en) in de Vlaamse Ultratop 200 albums | Datum van verschijnen | Datum van binnenkomst | Hoogste positie | Aantal weken | Opmerkingen |
| ----------------------------------------------------------- | --------------------- | --------------------- | --------------- | ------------ | ----------- |
| Ange étrange                                                | 2002                  | -                     |                 |              |             |
| Je ne mâche pas les mots                                    | 2006                  | -                     |                 |              |             |

### Singles
| Single met eventuele hitnotering(en) in de Nederlandse Top 40 | Datum van verschijnen | Datum van binnenkomst | Hoogste positie | Aantal weken | Opmerkingen                                |
| ------------------------------------------------------------- | --------------------- | --------------------- | --------------- | ------------ | ------------------------------------------ |
| Il nous faut                                                  | 2012                  | -                     |                 |              | met Tom Dice / Nr. 76 in de Single Top 100 |

| Single met hitnotering(en) in de Vlaamse Ultratop 50 | Datum van verschijnen | Datum van binnenkomst | Hoogste positie | Aantal weken | Opmerkingen                                      |
| ---------------------------------------------------- | --------------------- | --------------------- | --------------- | ------------ | ------------------------------------------------ |
| Moi je t'aime pour rien                              | 2002                  | -                     |                 |              |                                                  |
| Débile menthol                                       | 2006                  | -                     |                 |              |                                                  |
| Un garçon facile                                     | 2006                  | -                     |                 |              |                                                  |
| 9 Mois                                               | 2007                  | -                     |                 |              |                                                  |
| Il nous faut                                         | 20-06-2011            | 23-07-2011            | 1(1wk)          | 18           | met Tom Dice / Nr. 1 in de Radio 2 Top 30 / Goud |